# Aïollywood
Albums de Massilia Sound System
Commando fada
(1995) 3968 CR 13
(2001)
Aïollywood est un album du groupe de reggae français d'expression occitane Massilia Sound System, sorti en 1997.

## Liste des titres
| 1.    | Per carrier' again   | 0:52 |
| 2.    | Pas d'arrangement    | 2:57 |
| 3.    | Microwallah          | 3:56 |
| 4.    | Ma maison            | 3:07 |
| 5.    | Chourmo F.C.         | 5:00 |
| 6.    | Ma ville est malade  | 4:03 |
| 7.    | Raja Occitani        | 4:22 |
| 8.    | Croniq               | 3:42 |
| 9.    | Cansoneta Farai      | 2:55 |
| 10.   | Cool                 | 3:12 |
| 11.   | 2 B Frit Confit      | 3:42 |
| 12.   | Es Lo Picament !     | 4:32 |
| 13.   | Les vacances         | 4:11 |
| 14.   | La dansa deu corsari | 3:43 |
| 15.   | Brûle ces papiers    | 4:14 |
| 16.   | Aïollywood           | 5:33 |
| 17.   | De matin             | 8:08 |
| 67:08 |                      |      |

| Réédition 2002 - Titre inédit | Réédition 2002 - Titre inédit | Réédition 2002 - Titre inédit | Réédition 2002 - Titre inédit | Réédition 2002 - Titre inédit | Réédition 2002 - Titre inédit | Réédition 2002 - Titre inédit | Réédition 2002 - Titre inédit | Réédition 2002 - Titre inédit | Réédition 2002 - Titre inédit |
| No                            | Titre                         | Durée                         |                               |                               |                               |                               |                               |                               |                               |
| ----------------------------- | ----------------------------- | ----------------------------- | ----------------------------- | ----------------------------- | ----------------------------- | ----------------------------- | ----------------------------- | ----------------------------- | ----------------------------- |
| 18.                           | Vas-y minot                   | 3:51                          |                               |                               |                               |                               |                               |                               |                               |
| 71:59                         |                               |                               |                               |                               |                               |                               |                               |                               |                               |

## Crédits

### Membres du groupe
- Jali, Tatou : chant (Mèstre de ceremonia)
- Oai Star (Gari Greu, Lux Botté) : chant
- Janvié "Jalal Claider" D. : claviers
- Rishi "Sarodji" B, Richard Bernet de Nataraj XT : sarod

### Technique et production
- Enregistrement et mixage : Janvié C. D. , Sebau Papalh, Moussu T.
- Couverture (pochette) : Force Alphabétique
- Graphisme : ZoLL
- Photographie : Fil, H. Artus
- Écrit par : D. Danger (titres: 3, 4, 6, 7, 8, 10, 11, 13, 14, 15, 16, 18), F. Ridel (titres: 2 à 14, 16, 18), L. Garibaldi (titres: 2 à 8, 10 à 16, 18), L. Villegas (titres: 2, 5, 12, 16, 18), R. Mazzarino (titres: 2, 4, 6, 8, 10, 12, 13, 15 à 18), R. Bernet (titres: 3, 7, 9, 10, 13 à 17)